# 博拉博拉
博拉博拉（Bora-Bora；又译波拉波拉）是法国海外集体法屬玻里尼西亞背风群岛行政区的一个市镇，领土涵盖同名海岛及北部的圖帕伊環礁。

## 地理
博拉博拉（16°28'55"S, 151°45'0"W）面积38 平方千米，位于法国海外集体法屬玻里尼西亞背风群岛。
由于博拉博拉领土为海洋中的岛屿和环礁，故不与任何市镇接壤。

## 行政
博拉博拉的邮政编码为98730，INSEE市镇编码为98714。

## 政治
博拉博拉的现任市长为加斯东·童桑（Gaston Tong Sang）先生，任期为2020-2026年。

## 人口
博拉博拉于2022年时的人口数量为10,758人。